# Symphonie no 2 d'Emmanuel
Pour les articles homonymes, voir Symphonie nº 2.
La Symphonie no 2, dite Bretonne, op. 25 de Maurice Emmanuel est une symphonie composée en 1930.
Créée par l'orchestre des concerts Colonne le 27 janvier 1935, sous la direction de Paul Paray, dédicataire de l'œuvre, cette symphonie est considérée comme le chef-d'œuvre du compositeur pour orchestre, après la Première symphonie op. 18.

## Composition
Maurice Emmanuel entreprend la composition d'une seconde symphonie, « encouragé par les marques d'estime que lui témoigne le monde musical. Son nom circule chez les interprètes : Lefébure, Casadesus, Claire Croiza, les chanteurs de l'Opéra, et de grands chefs (Paray, Münch, Inghelbrecht, Rosenthal, Bigot, Gaubert) assurent la promotion de sa musique ». Le manuscrit de la Symphonie no 2 est signé et daté à Montaure, le 27 janvier 1935.

## Création
La première audition de la Symphonie no 2 de Maurice Emmanuel a lieu le 27 janvier 1935 par l'orchestre des concerts Colonne, sous la direction de Paul Paray. 
L'œuvre, dédiée à Paul Paray, est publiée aux éditions Henry Lemoine en 1961.

## Présentation

### Orchestration
L'orchestre comprend 3 flûtes (la 3e jouant aussi du piccolo), 3 hautbois (le 3e jouant aussi du cor anglais), 2 clarinettes en La, une clarinette basse en La et 3 bassons, pour les pupitres des vents. Les cuivres comptent 4 cors en Fa, 3 trompettes en Ut, 2 trombones ténors et deux trombones basses. La percussion, généralement limitée dans les œuvres de Maurice Emmanuel, comprend 2 harpes, les timbales, la caisse claire, les cymbales et la grosse caisse. Le quintette à cordes classique est composé des premiers violons, seconds violons, altos, violoncelles et contrebasses.

### Mouvements
La Symphonie op. 25 est en quatre mouvements :
1. Allegro un poco moderato
2. Scherzando
3. Andante malinconico
4. Allegro con spirito

## Analyse
La Symphonie no 2 op. 25 relève, plus que la Symphonie no 1 op. 18, « de la symphonie à programme » comme la Symphonie fantastique de Berlioz. L'œuvre évoque la légende de la ville d'Ys. Dans une lettre adressée à Paul Le Flem le 24 janvier 1935, Maurice Emmanuel en donne le détail : « I. La fuite de Gradlon devant l'assaut de la mer. II. Le chant de Dahut, ensorceleuse sirène. III. La tristesse de Gradlon dans la forêt du Kranon où il s'est réfugié. IV. Un soir de pardon à Rumengol ».

## Postérité
La Symphonie no 2 de Maurice Emmanuel est « souvent exécutée jusqu'en 1939. Elle passe pour l'un des chefs-d'œuvre d'Emmanuel, et soutient aisément la comparaison avec les ouvrages contemporains d'Albert Roussel ». Harry Halbreich la présente comme « la plus connue — la moins inconnue serait plus exact ! — de ses œuvres symphoniques. Plus concis, plus denses que jamais, ses quatre mouvements aux prodigieuses richesses se satisfont de dix-sept minutes de musique seulement ».

## Discographie
- Maurice Emmanuel : Symphonie no 1 op. 18, Symphonie no 2 op. 25, Le Poème du Rhone op. 30 — interprétées par l'Orchestre philharmonique de Rhénanie-Palatinat, sous la direction de Leif Segerstam (1993, CD Marco Polo 822-3507 repris chez Naxos 8.550889, premier enregistrement mondial[6])
- Maurice Emmanuel : Ouverture pour un conte gai op. 3, Symphonie no 1 op. 18, Symphonie no 2 op. 25, Suite française op. 26 — interprétées par l'Orchestre philharmonique slovène, sous la direction d'Emmanuel Villaume (2011, CD Timpani 1C1189)

### Monographies
- Christophe Corbier, Maurice Emmanuel, Paris, Bleu nuit éditeur, 2007, 176 p. (ISBN 2-913575-79-X).
- Sylvie Douche (dir.), Maurice Emmanuel, compositeur français, Université de Paris-Sorbonne (Paris IV), Prague, Bärenreiter, 2007, 288 p. (ISBN 978-80-86385-34-1)